# 蒂蒂旺沙
蒂蒂旺沙，是馬來西亞首都吉隆坡轄下的一個行政區暨國會選區，位於吉隆坡的東北方，面積約15平方公里。以馬來西亞半岛之蒂蒂旺沙山脉命名，是個以馬來人佔多數的地區。

## 主要地標

### 甘榜峇鲁
甘榜峇鲁（Kampong Bharu）是吉隆坡市中心地段最后一个馬來村落，位於吉隆坡城中城西北方，是一塊背負馬來民族歷史的馬來人保留地。其面積約90公頃，2012年時有1000名地主，共有35,000人居住在區內的七條村莊裡，分別為包括Kampung Atas A&B、Kampung Masjid、Kampung Periuk、Kampung Pasir Hujung、Kampung Paya及Kampung Pindah。

### 蒂蒂旺沙湖濱公園
蒂蒂旺沙湖濱公園（Taman Tasik Titiwangsa）為吉隆坡七大公園之一，佔地95公頃，現由吉隆坡市政局所管理，蒂蒂旺沙湖濱公園原本為錫礦場，其中心的湖泊是曾經的礦湖，在1980年吉隆坡市政局正式啟用这座改建的公园，其原名為关丹路公園，但在開幕後被改為現名。尽管如此，目前该公园和国家剧院文化宮，国家图书馆等实际上坐落于斯迪亚旺沙选区内。

## 醫療
蒂蒂旺沙內有三間大型醫院，分別為吉隆坡中央医院（Hospital Kuala Lumpur）、国家心脏中心（IJN）及私人的吉隆坡鹰阁医院（Gleneagles Hospital）。

## 交通

### 鐵路
3 安邦线、4 大城堡线、5 格拉那再也綫、8 吉隆坡單軌列車及9 加影线行經蒂蒂旺沙选区內多個区域，以服務當地民眾。
| 車站編號               | 車站名称       | 原文名                | 车站服务                                             |
| ---------------------- | -------------- | --------------------- | ---------------------------------------------------- |
| AG3 SP3 MR11 PY17 CC08 | 蒂蒂旺沙站     | Titiwangsa            | 3 安邦线4 大城堡线8 吉隆坡單軌列車12 布城线13 环状线 |
| KJ7                    | 拿督克拉末站   | Dato' Keramat         | 5 格拉那再也綫                                       |
| KJ8                    | 达迈站         | Damai                 | 5 格拉那再也綫                                       |
| KJ9                    | 安邦购物中心站 | Ampang Park           | 5 格拉那再也綫12 布城线                              |
| KJ10                   | 城中城站       | KLCC                  | 5 格拉那再也綫                                       |
| KJ11                   | 甘榜峇鲁站     | Kampung Baru          | 5 格拉那再也綫                                       |
| KJ12                   | 金马律站       | Dang Wangi            | 5 格拉那再也綫                                       |
| MR10                   | 秋杰站         | Chow Kit              | 8 吉隆坡單軌列車                                     |
| KG21                   | 葛京站         | Cochrane              | 9 加影线                                             |
| PY18                   | 吉隆坡医院站   | Hospital Kuala Lumpur | 12 布城线                                            |
| PY19                   | 拉惹乌达站     | Raja Uda              | 12 布城线                                            |

### 公路
彭亨路（Jalan Pahang）、安邦吉隆坡高架大道（AKLEH）及兴建中的斯迪亚旺沙班底大道（SPE）行經甘榜峇鲁一帶，為选区的主干道路。蒂蒂旺沙湖滨公园周边曾有许多以华裔先贤命名的街道，但已经于1987年被更名。